# Алексије II Комнин
Алексије II Комнин (грч. Αλέξιος Β’ Κομνηνός; Цариград, 14. септембар 1169. — Византија, октобар 1183) био је византијски цар од 1180. до 1183. године.

## Порекло и детињство
Алексије је рођен 14. септембра 1169. године као једино мушко дете цара Манојла I Комнина и његове друге супруге Марије, ћерке антиохијског кнеза Рајмунда. Његов сујеверни отац Манојло дао му је име Алексије како би се испунило АИМА пророчанство (грч: αιμα = крв). По пророчанству реч АИМА је симболисала низ владара из династије Комнина (Α од Αλέξιος за Алексија I Комнина, Ι од Ιωάννης за Јована II, Μ од Μανουήλ за Манојла I). Како је Манојло 1143. непланирано наследио престо пошто су му старија браћа Алексије и Андроник умрли услед епидемије 1142, пророчанство је добило на веродостојности.
Манојло је касно добио престолонаследника и желео је да обезбеди да сви фактори, спољни и унутрашњи, прихвате његовог сина. Цар је свог сина повео са собом 1175. у поход који је предузет како би се од полуномадских Турака Селџука одузела значајна тврђава Дорилајон у Фригији. Да би обезбедио добре односе са латинским силама Манојло је уредио венчање свог малолетног сина са Агнесом, ћерком француског краља Луја VII. Свадба је одржана 2. марта 1180. године и Агнеса (рођ. 1171/2) је добила име Ана. Најзад, у јулу 1180. у Цариград се после бројних авантура вратио Манојлов одметнути брат од стрица Андроник и цар га је амнестирао под условом да му положи заклетву верности која би се односила и на његовог младог сина.

## Прво регентство
Супротно предвиђању дворских астролога, Манојло I је изненада умро 24. септембра 1180. године и дванаестогодишњи Алексије II Комнин је наследио очев престо. Алексије је био рђаво образован и није био заинтересован за владарске дужности већ за разне игре и спортове. Његова мајка Марија Антиохијска је преузела улогу регента уз помоћ свог љубавника, непопуларног Манојловог синовца, протосеваста Алексија Комнина. Регентство се, по узору на цара Манојла, окренуло сарадњи са латинским најамницима и млетачким поморцима и трговцима, док је код цариградске светине расла нетрпељивост према латинској царици и њеним саплеменицима. Са друге стране, други чланови породичног клана Комнина, пре свих Манојлова ћерка из првог брака, Марија Порфирогенита, желели су удео у власти. У мају 1181. после уличних борби регентска партија је однела победу над принцезом Маријом и њеним супругом цезаром Ренијеом-Јованом Монфератским. Међутим, Андроник Комнин, намесник Понта, најавио је свој поход на Константинопољ наводно да би свргао тиранско регентство. Андроник је био у контакту са младим царем, патријархом и низом присталица Алексија II. У пролеће 1182. Андроник Комнин се појавио пред зидинама Константиновог града са војском у коју су редом ступали и они који су регентство послали на њега. Протосеваст Алексије је издат Андронику који га је ослепео и послао у манастир, а и царица-мајка Марија је натерана да се замонаши.

## Друго регентство и смрт
Андроник Комнин је априла 1182. ушао у Цариград и један од првих потеза био му је да охрабри општи погром Латина у византијској престоници. Без обзира на године и пол, латинско становништво Цариграда је побијено од стране Андроникових пафлагонских плаћеника и разбеснеле светине. Након тога, присталице Алексија су почеле сумњати у праве Андроникове намере. Патријарх Теодосије I Ворадиот је одважно посетио Андроника и изјавио да се млади цар већ може сматрати покојним. Заузврат, патријарх је 1183. натеран да се повуче како би столица св. Андрије прешла Василију II Каматеру.
Нешто пре Андрониковог уласка у престоницу, Алексије и његова мајка су стављени под надзор и пресељени у царску вилу у Филопатијон. Затим је нови регент посетио младог цара коме је указао све почасти, док се царици, сада монахињи Ксени, једва обраћао. Након тога Андроник је театрално посетио Манојлову гробницу у манастиру Христа Пантократора и исплакао се над гробом свог брата од стрица. На Педесетницу (Духове) 1182. године, 16. маја, Алексије је по други пут, овога пута из Андроникове руке, примио царску круну. После церемоније, Андроник је на раменима однео Алексија од саборне цркве Пресвете Мудрости до царске палате.
Сада се Андроник окренуо против остатака Манојлове породице и уклонио је прво Марију Порфирогениту и цезара Реније-Јована, а затим је на ред дошла Марија Антиохијска. Андроник је организовао демонстрације и оптужио царицу-мајку за издају. У јавност је изнео писма која је Марија наводно писала угарском краљу Бели III, некадашњем Манојловом штићенику. Марија Антиохијска је бачена у тамницу и убрзо погубљена по наређењу које је потписао њен син Алексије II.
Најзад, у септембру 1183. царска башта је, по речима историчара Никите Хонијата, потпуно посечена. Док су се малоазијски градови Никеја и Пруса побунили против Андроникове власти, царски агитатори су раширили улицама престонице паролу: "Живели Алексије и Андроник, велики цареви Римљана !". Андроникове присталице су заузеле царску палату у Влахерни, северозападној четврти града, и невољни Алексије II је приморан да прихвати свог стрица Андроника за савладара. Андроник је затим, наводно силом, доведен у палату и заогрнут царским инсигнијама. Током крунисања у цркви Пресвете Мудрости Андроник се заклео да власт прихвата само како би помогао свог синовца, али је у свечаној акламацији његово име прочитано на првом месту чиме је Андроник I Комнин у ствари проглашен за првог члана царског колегијума. Недуго након крунисања, цариградски сенатори су осудили младог цара на смрт под изговором да је држави довољан само један владар. Алексије је задављен тетивом лука и његово тело је затим однесено Андронику који је шутнуо леш свог претходника чије је родитеље испсовао. Тело младог Алексија је потом бачено у Босфор, а Андроник је свој легитимитет потврдио женидбом са малом Агнесом-Аном која је већ са десетак година остала удовица. Смрћу Алексија II царска власт је најзад прешла на споредну грану династије Комнина.

## Породично стабло
|  |                              |  |  |  |  |  |  |  |  |  |  |  |  |  |  |  |
|  | 8. Алексије I Комнин         |  |  |  |  |  |  |  |  |  |  |  |  |  |  |  |
|  |                              |  |  |  |  |  |  |  |  |  |  |  |  |  |  |  |
|  |                              |  |  |  |  |  |  |  |  |  |  |  |  |  |  |  |
|  | 4. Јован II Комнин           |  |  |  |  |  |  |  |  |  |  |  |  |  |  |  |
|  |                              |  |  |  |  |  |  |  |  |  |  |  |  |  |  |  |
|  |                              |  |  |  |  |  |  |  |  |  |  |  |  |  |  |  |
|  | 9. Ирина Дука                |  |  |  |  |  |  |  |  |  |  |  |  |  |  |  |
|  |                              |  |  |  |  |  |  |  |  |  |  |  |  |  |  |  |
|  |                              |  |  |  |  |  |  |  |  |  |  |  |  |  |  |  |
|  | 2. Манојло I Комнин          |  |  |  |  |  |  |  |  |  |  |  |  |  |  |  |
|  |                              |  |  |  |  |  |  |  |  |  |  |  |  |  |  |  |
|  |                              |  |  |  |  |  |  |  |  |  |  |  |  |  |  |  |
|  | 10. Ладислав I Свети         |  |  |  |  |  |  |  |  |  |  |  |  |  |  |  |
|  |                              |  |  |  |  |  |  |  |  |  |  |  |  |  |  |  |
|  |                              |  |  |  |  |  |  |  |  |  |  |  |  |  |  |  |
|  | 5. Пирошка Угарска           |  |  |  |  |  |  |  |  |  |  |  |  |  |  |  |
|  |                              |  |  |  |  |  |  |  |  |  |  |  |  |  |  |  |
|  |                              |  |  |  |  |  |  |  |  |  |  |  |  |  |  |  |
|  | 11. Аделаида Швапска         |  |  |  |  |  |  |  |  |  |  |  |  |  |  |  |
|  |                              |  |  |  |  |  |  |  |  |  |  |  |  |  |  |  |
|  |                              |  |  |  |  |  |  |  |  |  |  |  |  |  |  |  |
|  | 1. Алексије II Комнин        |  |  |  |  |  |  |  |  |  |  |  |  |  |  |  |
|  |                              |  |  |  |  |  |  |  |  |  |  |  |  |  |  |  |
|  |                              |  |  |  |  |  |  |  |  |  |  |  |  |  |  |  |
|  | 12. Вилијам IX од Аквитаније |  |  |  |  |  |  |  |  |  |  |  |  |  |  |  |
|  |                              |  |  |  |  |  |  |  |  |  |  |  |  |  |  |  |
|  |                              |  |  |  |  |  |  |  |  |  |  |  |  |  |  |  |
|  | 6. Рајмунд од Поатјеа        |  |  |  |  |  |  |  |  |  |  |  |  |  |  |  |
|  |                              |  |  |  |  |  |  |  |  |  |  |  |  |  |  |  |
|  |                              |  |  |  |  |  |  |  |  |  |  |  |  |  |  |  |
|  | 13. Филипа Тулуска           |  |  |  |  |  |  |  |  |  |  |  |  |  |  |  |
|  |                              |  |  |  |  |  |  |  |  |  |  |  |  |  |  |  |
|  |                              |  |  |  |  |  |  |  |  |  |  |  |  |  |  |  |
|  | 3. Марија Антиохијска        |  |  |  |  |  |  |  |  |  |  |  |  |  |  |  |
|  |                              |  |  |  |  |  |  |  |  |  |  |  |  |  |  |  |
|  |                              |  |  |  |  |  |  |  |  |  |  |  |  |  |  |  |
|  | 14. Боемунд II од Антиохије  |  |  |  |  |  |  |  |  |  |  |  |  |  |  |  |
|  |                              |  |  |  |  |  |  |  |  |  |  |  |  |  |  |  |
|  |                              |  |  |  |  |  |  |  |  |  |  |  |  |  |  |  |
|  | 7. Констанца Антиохијска     |  |  |  |  |  |  |  |  |  |  |  |  |  |  |  |
|  |                              |  |  |  |  |  |  |  |  |  |  |  |  |  |  |  |
|  |                              |  |  |  |  |  |  |  |  |  |  |  |  |  |  |  |
|  | 15. Алиса Антиохијска        |  |  |  |  |  |  |  |  |  |  |  |  |  |  |  |
|  |                              |  |  |  |  |  |  |  |  |  |  |  |  |  |  |  |
|  |                              |  |  |  |  |  |  |  |  |  |  |  |  |  |  |  |